# Коктальський сільський округ (Таласький район)
Кокта́льський сільський округ (каз. Көктал ауылдық округі, рос. Кокталский сельский округ) — адміністративна одиниця у складі Таласького району Жамбильської області Казахстану. Адміністративний центр — село Коктал.
Населення — 1308 осіб (2021; 851 у 2009, 754 у 1999, 1592 у 1989).
Станом на 1989 рік існувала Коктальська селищна рада (смт Коктал). 1997 року Коктальська селищна адміністрація передана до складу Каратауської міської ради, однак 2001 року вона була відновлена вже як Коктальський селищний округ. 2008 року селищний округ перетворений в сільський округ. 2019 року до складу сільського округу було приєднано 33,12 км² земель державного земельного запасу.